# Наскрізна організація
Наскрізна організація (FTE) — це юридична особа, дохід якої «тече» до інвесторів або власників; тобто дохід організації розглядається як дохід інвесторів або власників. Наскрізні організації також відомі як транзитні організації або фінансово прозорі організації.
Поширеними типами FTE є повні товариства, обмежені партнерства та товариства з обмеженою відповідальністю. У Сполучених Штатах додаткові типи FTE включають S-корпорації, дохідні трасти та компанії з обмеженою відповідальністю.
Більшість країн вимагають, щоб FTE (або його власники) подавав річну декларацію про частку доходу, розподіленого між власниками, і надавав кожному власнику звіт про розподілений дохід, щоб власники могли звітувати про свої частки доходу у власних податкових деклараціях. У Сполучених Штатах звіт про розподілений дохід відомий як K-1 (або Таблиця K-1).
Залежно від місцевого податкового законодавства ця структура може дозволити уникнути податку на дивіденди та подвійного оподаткування, оскільки лише власники чи інвестори сплачують податок на дохід. Технічно, для цілей оподаткування, наскрізні організації вважаються «неюридичними особами», оскільки вони не оподатковуються; скоріше, оподаткування «перетікає» в іншу податкову декларацію.

## Визначення
Відповідно до Міжнародного бюро фіскальної документації (IBFD), транзитна організація або наскрізна організація (FTE) — це «суб'єкт, який не підлягає оподаткуванню, як партнерство, в якому дохід або витрати зазвичай вважаються доходом або витратами учасників відповідно до принципу прозорості».:313  FTE базуються на теорії каналів або теорії трубопроводу який визначається як «метод інтеграції оподаткування на рівні організації та учасника, згідно з яким дохід або відрахування надходять від організації до його учасників. Організація фактично розглядається як продовження учасників. Партнерство, як правило, оподатковується відповідно до системи трубопроводів можна протиставити класичній системі».:89

## Види
У Сполучених Штатах до транзитних організацій належать "приватні підприємства, партнерства та S-корпорації, які… сплачують податки за індивідуальною ставкою своїх власників, а також дохідні трасти та компанії з обмеженою відповідальністю.
За даними CNN Money, у Сполучених Штатах більшість «підприємств створено як транзитні, а не як корпорації», що «означає, що їхні прибутки передаються власникам, акціонерам і партнерам, які сплачують з них податок у своїх особистих деклараціях за звичайними ставками прибуткового податку».  Іншими словами, транзитний бізнес не «оподатковуються, як корпорації, і натомість сплачують податки на доходи від бізнесу, як якби це були особисті доходи».

### Індивідуальні підприємці
Індивідуальний підприємець — це «той, хто сам володіє неінкорпорованим бізнесом». Однак, якщо ви єдиний учасник приватного товариства з обмеженою відповідальністю (LLC), ви не є одноосібним власником, якщо ви вирішили розглядати LLC як корпорацію. У Сполучених Штатах приватні підприємці "повинні звітувати про всі доходи або збитки від бізнесу в [своїй] податковій декларації; сам бізнес не оподатковується окремо. Служба внутрішніх доходів США (IRS) називає це «транзитним» оподаткуванням, оскільки бізнес прибутки проходять через бізнес, щоб оподатковуватися у вашій особистій податковій декларації.

### S-корпорації
У той час як акціонери S-корпорації підлягають оподаткуванню з їхніх «пропорційних часток доходу» на основі їхніх акцій у S-корпорації, яка сама по собі не оподатковується.

### Стратегії продажу облігацій і опціонів на облігації (BOSS)
FTE, включені в Міжнародний податковий глосарій IBFD за 2009 рік, включали транзакцію стратегії продажу облігацій і опціонів на облігації (BOSS)], що стосується "інвестиційної стратегії, розробленої в Сполучених Штатах для створення податкових втрат без відповідних економічних втрат. Операція передбачає використання партнерства або іншої наскрізної організації, яка здійснює інвестиції в іноземну корпорацію, яка капіталізується з метою здійснення транзакції. Варіанти транзакцій BOSS називаються Transactions Son of Boss.: 45 

## Хронологія
Відповідно до звіту, опублікованого Брукінгсом у травні 2017 року, на початку 1980-х років майже весь бізнес-дохід у Сполучених Штатах був створений С-корпораціями. З точки зору податку на прибуток у Сполучених Штатах С-корпорації оподатковуються окремо від своїх власників.
У грудні 2004 року Інвестиції в сек'юритизацію фінансових активів (FASIT), створені в Сполучених Штатах, були скасовані. FASIT був інвестиційним інструментом у «спільних фондах не іпотечної дебіторської заборгованості, такі як дебіторська заборгованість за кредитними картками, автомобільні кредити, кредити на будівництво та фінансова оренда». FASITS, що існували на 24 жовтня 2004 року, уникли скасування.: 179 
До 2005 року IRS розглядала «Son of Boss» як «злочинну операцію, агресивно рекламовану наприкінці 1990-х і у 2000-х роках переважно багатим особам». IRS започаткувала «ініціативу врегулювання», яка «вимагала від платників податків визнати 100 відсотків заявлених податкових втрат і сплатити штраф у розмірі 10 або 20 відсотків, якщо вони раніше не повідомили про операції IRS».
До 2013 року «лише 44 відсотки доходу власників бізнесу було отримано через S-корпорації».
Починаючи з 2013 року, губернатор Канзасу Сем Браунбек розпочав те, що The Atlantic описав у статті за червень 2017 року як «найагресивніший експеримент у консервативній економічній політиці Сполучених Штатів». З 2013 по 2017 рік 300 000 компаній, що отримують дохід, скористалися повним звільненням від податків. Десятки тисяч жителів Канзасу змогли «заявляти про свою заробітну плату як про прибуток від бізнесу, а не від роботи». Капітальна реформа оподаткування Браунбека призвела до звільнення від податку на прибуток, а також урізання податку на прибуток, скасування деяких корпоративних податків. З 2013 по 2017 рік штат Канзас відчував дефіцит бюджету, який завершився дефіцитом бюджету в розмірі 350 мільйонів доларів США в лютому 2017 року, що «загрожувало життєздатності шкіл та інфраструктури [штату]». У відповідь на це в червні 2017 року екстремальне зниження податків було скасовано до рівня 2013 року.
До 2017 року транзитний бізнес отримував «більшу частину прибутку від бізнесу» в Сполучених Штатах, а «власники S-корпорацій і партнерств тепер отримують приблизно половину всіх доходів від бізнесу».
Згідно зі статтею The New York Times за вересень 2017 року, близько «95 відсотків компаній у Сполучених Штатах структуровані як транзитні організації, що генерують основну частину податкових надходжень уряду».
2 грудня 2017 року Сенат США прийняв законопроєкт про повну податкову реформу в рамках запропонованого Закону про скорочення податків і робочі місця 2017 року, який зменшив податки на транзитний бізнес-дохід, дозволивши «відраховувати 23 % свого доходу». Сенат додав до законопроєкту функції для запобігання зловживанням. У листопаді газета The New York Times повідомила, що податковий законопроєкт «знизить ставку перехідного податку до 25 % незалежно від рівня доходу. Оскільки 95 % підприємств зареєстровано як транзитні організації Приклади включають „індивідуальних підприємців, партнерства та S-корпорації, які наразі сплачують податки за індивідуальною ставкою своїх власників“ власники яких сплачують податки, ніби це особистий дохід, за значно нижчою ставкою. Це означає велике зниження податку для власників, які є капіталом, а не працею. Приблизно 2 % найбільших транзитних підприємств представляють 40 % транзитного доходу і сьогодні оподатковуються за ставкою 39,6 %, найвищою індивідуальною ставкою.»